# Honda XL125V Varadero
La Honda XL125V Varadero, plus communément appelée Varadero 125, est un trail routier cubant 125 cm3 doté d'un moteur à quatre temps bicylindre en V, produit par Honda succursale Europe entre 2001 et 2016.

## Modèles
La Varadero 125 a été déclinée en deux modèles au cours de sa commercialisation.
À sa sortie, elle était alimentée par deux carburateur de diamètre 22 mm sans dispositif de dépollution catalytique. Son carénage s'inspire de sa grande sœur : la Varadero 1000. On peut également lui trouver des similitudes avec la Transalp.
En 2007, elle reçoit un restylage (facelift) et l'alimentation est confiée à une injection Honda PGM-FI. L'échappement est catalysé en raison de la norme Euro 3. Elle se distingue principalement par ses optiques retravaillées (clignotants translucides à l'avant) et ses rétroviseurs intégrés aux carénages qui ont aussi été redessinés.
La Varadero 125 ne sera pas adaptée à la norme euro 4, et sa commercialisation s'arrête en 2016.

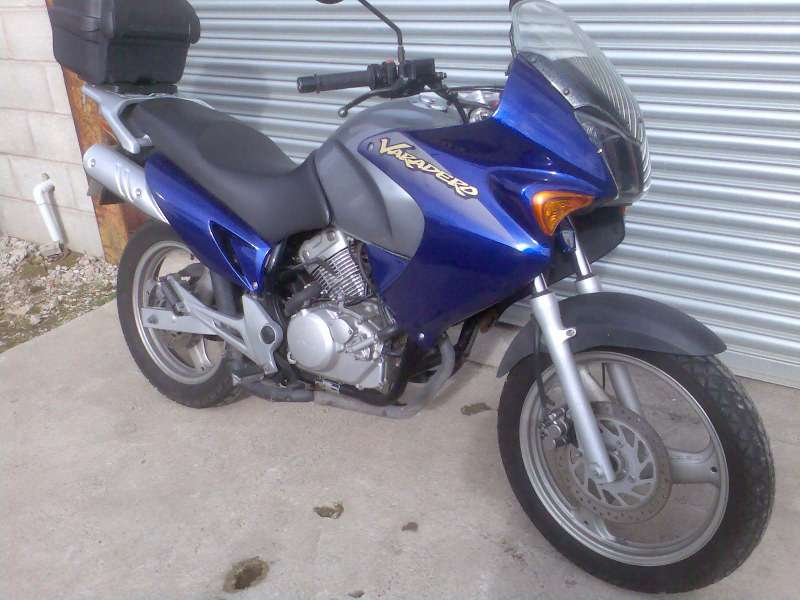
Varadero 125 Phase 1.
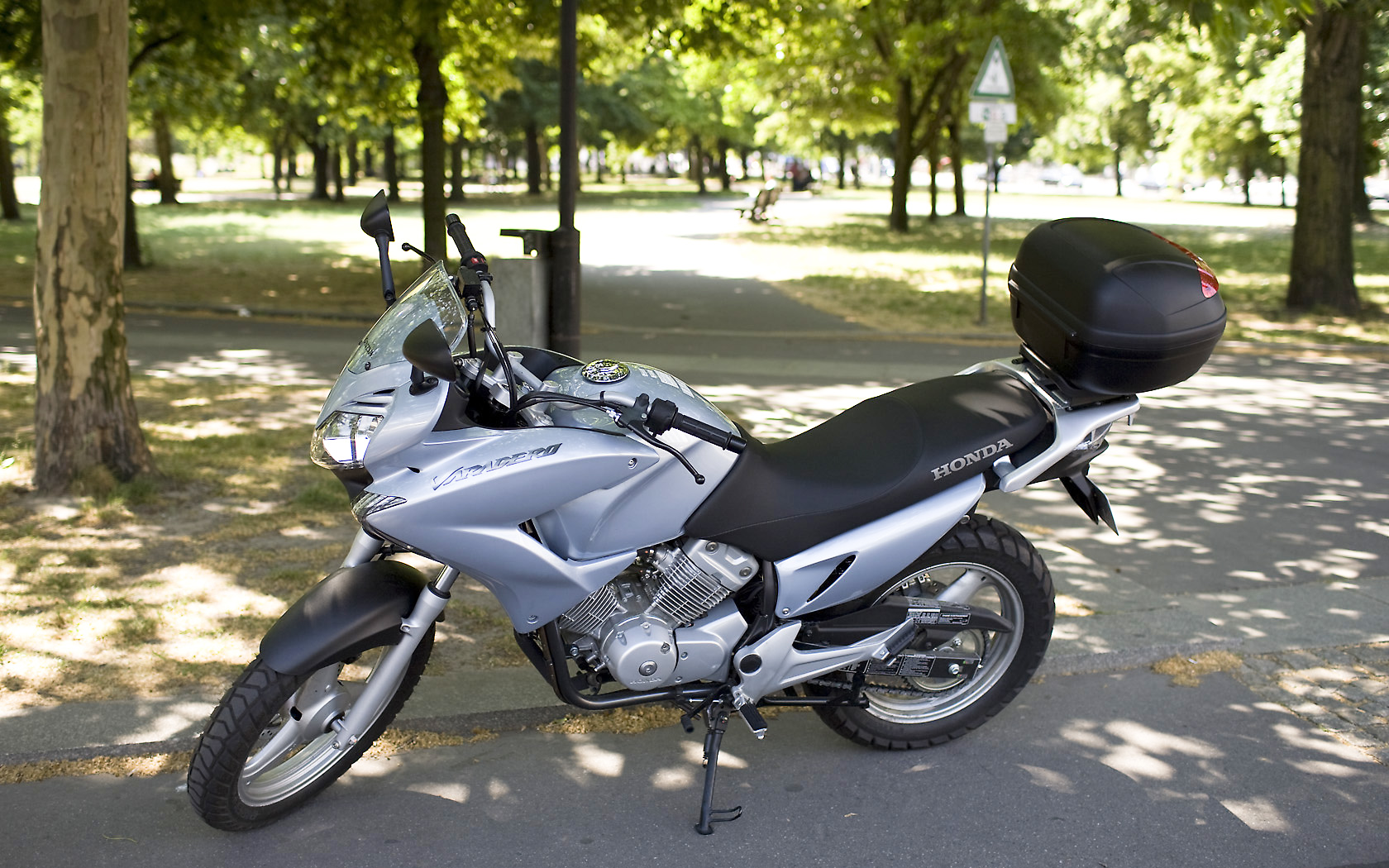
Varadero 125 Phase 2.

## Moteur
La Varadero 125 est dotée du même moteur que la VT125C Shadow (en), à savoir un V-twin (V2) à 90° de 125 cm3, quatre temps, deux soupapes par cylindre, refroidissement liquide, développant environ 15 ch, pour un poids brut de 45,5 kg.
|                          | Version carburateur (Phase 1) | Version injection (Phase 2) |
| ------------------------ | ----------------------------- | --------------------------- |
| Alésage × course         | 42 × 45 mm                    | 42 × 45 mm                  |
| Cylindrée                | 124,6 cm3                     | 124,6 cm3                   |
| Rapport volumétrique     | 11,8 à 1                      | 11,8 à 1                    |
| Pression de compression  | 11,3 kg/cm2 à 500 tr/min      | 11,3 kg/cm2 à 500 tr/min    |
| Puissance administrative | 1 CV                          | 1 CV                        |
| Puissance maxi.          | 11 kW (14,9 ch DIN)           | 10,6 kW (14,5 ch DIN)       |
| Régime correspondant     | 11 000 tr/min                 | 11 000 tr/min               |
| Couple maxi.             | 10,5 N m                      | 10 N m                      |
| Régime correspondant     | 9 500 tr/min                  | 8 500 tr/min                |
| Régime maxi. autorisé    | 12 000 tr/min                 | 12 000 tr/min               |
| Carburateurs             | Type CV ⌀ 22 mm               | Type PGM-FI ⌀ 23 mm         |

## Transmission
La Varadero 125 dispose d'une boîte de vitesses manuelle à cinq rapports à crabots composée de deux arbres avec pignons droits toujours en prise. La commande de sélection se situe par convention à gauche, bien que la boîte soit à droite. Par conséquent, le sélecteur commande le tambour de sélection grâce à une tringlerie.
| Vitesses | Rapport à 1 | Nbre. de dents des pignons | Nbre. de dents des pignons | Pourcentage |
| Vitesses | Rapport à 1 |                            | Secondaire                 | (%)         |
| -------- | ----------- | -------------------------- | -------------------------- | ----------- |
| 1re      | 3,083       | 12                         | 37                         | 32          |
| 2e       | 1,933       | 15                         | 29                         | 52          |
| 3e       | 1,428       | 21                         | 30                         | 70          |
| 4e       | 1,173       | 23                         | 27                         | 85          |
| 5e       | 1,000       | 25                         | 25                         | 100         |